# くにぽん
『くにぽん』は、2020年10月2日から放送しているエフエム北海道（AIR-G'）のラジオ番組。

## 概要
『brilliantdays×F』を担当の北川久仁子と 『LUV TRACKS』担当のきーぽんによるトークバラエティープログラム。リスナーから寄せられるありとあらゆる悩み・疑問・質問・時には詰問にきーぽんがあらゆる角度からあることないこと織り交ぜながら独特の切り口でズバリ解決するかも知れないコメディ番組。

### タイトル
2名の出演者を組み合わせて番組名にするというのは、よくありがちなパターンである。4文字、そして「ん」が付く番組名はヒットするという迷信を信じていた担当者が、「久仁子ときーぽんで『くにぽん』で良いじゃん！ 縁起も良いしサイコーだ」と北川久仁子に提案。その時には既に企画書に「くにぽん」と記されていた。ちなみにタイトルについては2人とも最初から異論を唱えず、あっさり乗っかっている。

### コンセプト
月曜日から木曜日までの生放送に出演中のきーぽんと、金曜日の朝から晩までの番組を担当していて、そして極力局舎にはいたくないという北川久仁子（これは尊敬する坂上二郎のスタイルらしい）のスケジュール合わせがタイトなことから、番組収録は短時間で、事前取材・仕込み・台本が不必要なもの。更に、2020年秋にオフィシャルポッドキャストサイトを立ち上げようとしていたAIR-G'の、最初のコンテンツにすることも目的としていたため、音楽的な著作権をクリアにするという2つのハードルがあり、「音楽無しの全編トーク」「事前打ち合わせ無しの一発録り」で作ることを要求された。コロナ禍の中での番組立ち上げでもあり、「誰かの役に立つ」「クスッと笑える」をベースにしている。　
なお、最初の企画書には、「期間限定スペシャルプログラム」 10月2日から ひっそりスタート。パーソナリティー　北川久仁子　回答者　きーぽん　
「聴取者のありとあらゆる悩み・疑問・質問・時には詰問にきーぽんがあらゆる角度から、 あることないこと織り交ぜながら独特の切り口でズバリ解決!!!
時には脱線しながらも最終的には笑顔になれる。そんなトーク番組です。」と記載されている。
「期間限定」と記載したのは、実は2021年春から違う企画が始まるかもしれない・・・という動きがあったためである。なお、この話も2020年12月に頓挫している。

### 実は収録
さも生放送の体裁で、あたかも北川久仁子の『brilliant days ×F』の終了後に、きーぽんが駆けつけているかの如く放送を続けてきたが、2021年4月30日（金）30回目の番組で ついに事前収録していることに触れる。収録は毎週水曜日の昼、bd×Fのミーティングとラブトラの打ち合わせの合間に、前述の通り 一発録りで行っている。きーぽんはこれを「時空が歪んでいる」と表現している。とは言え放送の2日前なのでディレクターはただちにピーを入れるなどの編集～完パケ作業を。プロデューサーはただちにWEB作成、場合によっては動画編集をしている。

## 沿革
2020年9月、同時間帯で放送していた前番組が終了し、当該枠をセールスをかけるも あれもこれも頓挫。このままでは2週間後 放送に穴が空いてしまうと追いつめられた編成制作部社員Fが以前から「二人で何か面白い事やりた～い」と言っていた北川久仁子ときーぽんの発言をふと思い出し、2人を起用する番組をイメージし、自宅の風呂でシミュレーション。一夜明けて、タイトルとコンセプトを北川久仁子に説明すると、あっさりと「やるやる～」という快諾を得て番組開始へと踏み出す。
【補足】「二人で何か面白い事やりた～い。」の発言は、2018年秋　LUV TRACKSのパーソナリティーに抜擢されたきーぽんに北川久仁子が並々ならぬ興味を抱き、当時のラブトラ担当プロデューサーのFに「あの人と食事に行きたい」と依頼、同年11月24日（土）札幌市中央区のフレンチレストランで3人で食事をした際に出た言葉である。その言葉が最初に実行されたのは、2019年8月16日に開催されたRISING SUN ROCK FESTIVAL2019 AIR-G'ブースで行われた「会場限定プログラム　北川久仁子&きーぽん RSRリクエスト祭り」である。なお、このミニイベントの制作担当は毎週水曜日の番組『DIG Link』も担当している「好きなタレントと時間を合わせて夜遅くに収録しているいやらしいディレクター」である。

## タイムテーブル
『オレたちひょうきん族』のオープニングテーマと全く同じ個所からのウィリアム・テル序曲からスタート。DJのスクラッチ音に続き、ドラムの打ち込み音のループ～北川久仁子の挨拶～きーぽんの挨拶へと続く。これはAIR-G'でのラジオパーソナリティー歴順である
冒頭は、その週にあった社内での出来事や事件、あるいはこれから起きるであろう事象をネタにフリートークから始まる。大部分においては四六時中AIR-G'にいるきーぽんが仕入れてきた内輪ネタである。または、恐らくきーぽんが持っているであろう情報を先回りして、北川久仁子が振る場合もある。
中盤から後半は、主にリスナーからの質問、相談にきーぽんが答えて、北川久仁子が突っ込むという流れである。ごく一握りのリスナーがラジオネームを変更することもなく疑問・質問を投稿、毎週同じリスナーの質問に答えていたこともあった。北川久仁子が相談に答えると言い始めて「あ… 人生相談」というコーナーが誕生したが、いきなりド下ネタを振られて「あ…」っという間に終了した。また、「久仁子ヤバイ化計画」という企画も誕生したが、こちらも第3章で終了している。
番組のラストはきーぽんのヒトコトで終わるというパターンが定例化（ラストは“ぽん”で〆ていた）していたが、ネタが思いのほか盛り上がった場合や、逆に盛り下がってどうしようも無くなった時には、〆の言葉がカットされていることが、まま見受けられる。この思いは公式Twitterに引き継がれている。
エンディングテーマはドイツのジャズ・トランペッターであるニルス・ヴュルカーの『ハイライン』を使用している。
2022年3月にきーぽんが北海道を離れるため、担当していた『LUV TRACKS』が年度末を待たずに終了することとなったが、当番組は引き続き放送されている。

## ポッドキャスト
初回の1話から全てAIR-G'オフィシャルポッドキャストに音源がUPされている。大部分は本編をそのまま聞くことが出来るようになっているが、時には未放送部分（第22話　長～いタイトルの話）、放送とは違うエピソード（第6話　文化の日スペシャル）が編集者の気まぐれで入ることがあるので安心出来ない。　エンディングテーマはポッドキャスト版では省かれている。

## 放送時間
- 金曜 17:40 - 18:00（2020年10月 - 2022年9月）
- 金曜 17:35 - 18:00（2022年10月 - 2024年12月）
- 金曜 17:30 - 17:45（2025年1月 - ）

## 番組派生アイテム
オリジナルカレンダー
リスナーからの質問で「（作ってもいない）AIR-G'のカレンダーの12月は誰が締めるんですか？」に うっかり曖昧に答えてしまったことから、番組オリジナルカレンダーを実際に作ることになり、更にはきーぽんが適当に設定した価格を925（くにこ）円ではなく、935（くみこ）円と言い間違え、北川久仁子が貝殻ビキニショットを撮影する羽目に。こうして出来上がったカレンダーは2021年3月15日の朝10時から発売開始、翌日の夜11時に予定販売部数の100部を完売した。なお、久仁子の貝殻ショットは所属事務所のOFFICE CUEとの交渉に1か月を費やしている。
なお、担当が「どんな感じで完成するのか試したい」ということで作成した「2021年1月始まりの幻の初版」がこの世の中に10部ある。販売したカレンダーとは構成が異なっている。初版のデザインは番組オフィシャルTwitterのヘッダー画像として使用され、毎月更新されている。